# Lista de prenomes da língua sueca

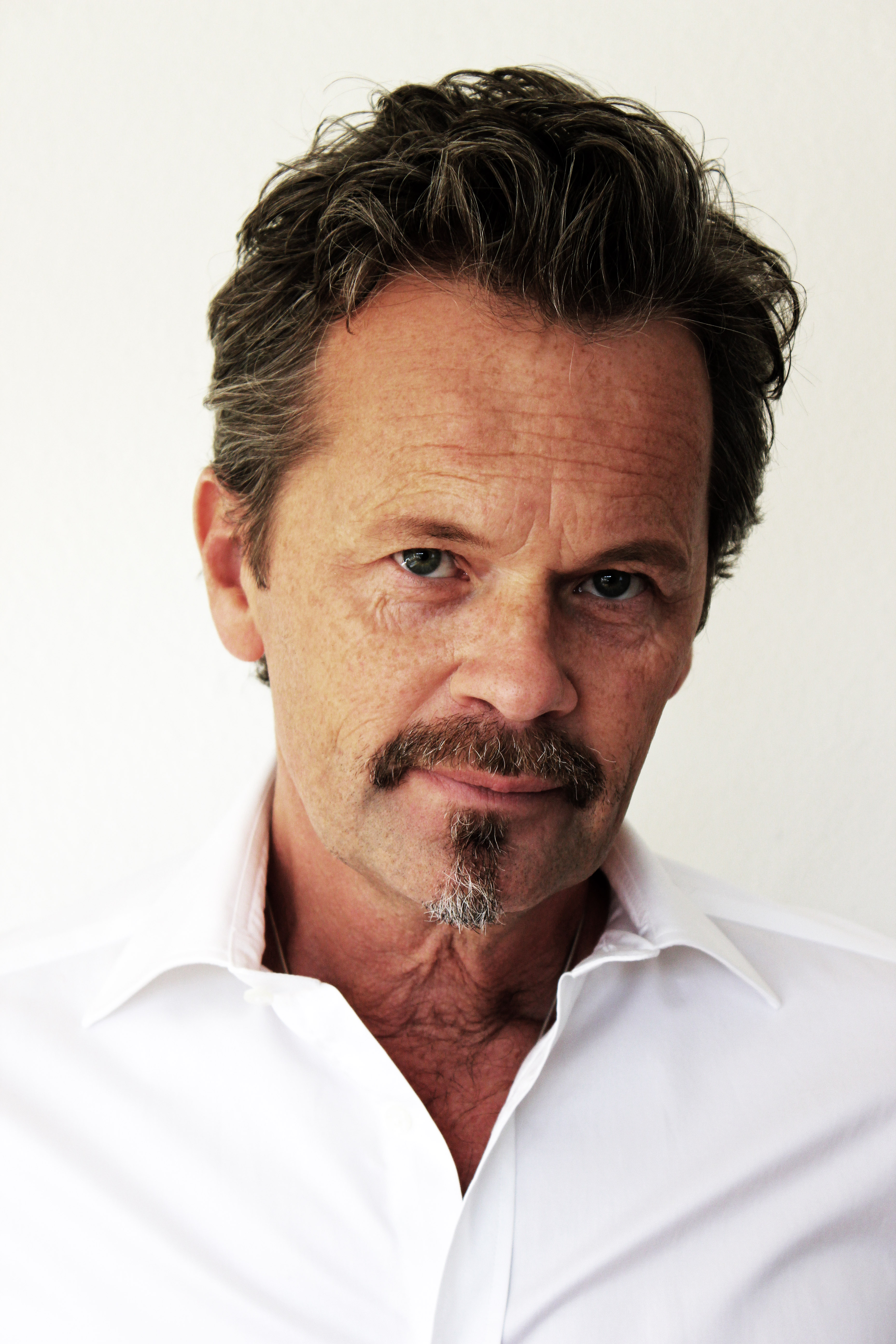
Anders Glenmark

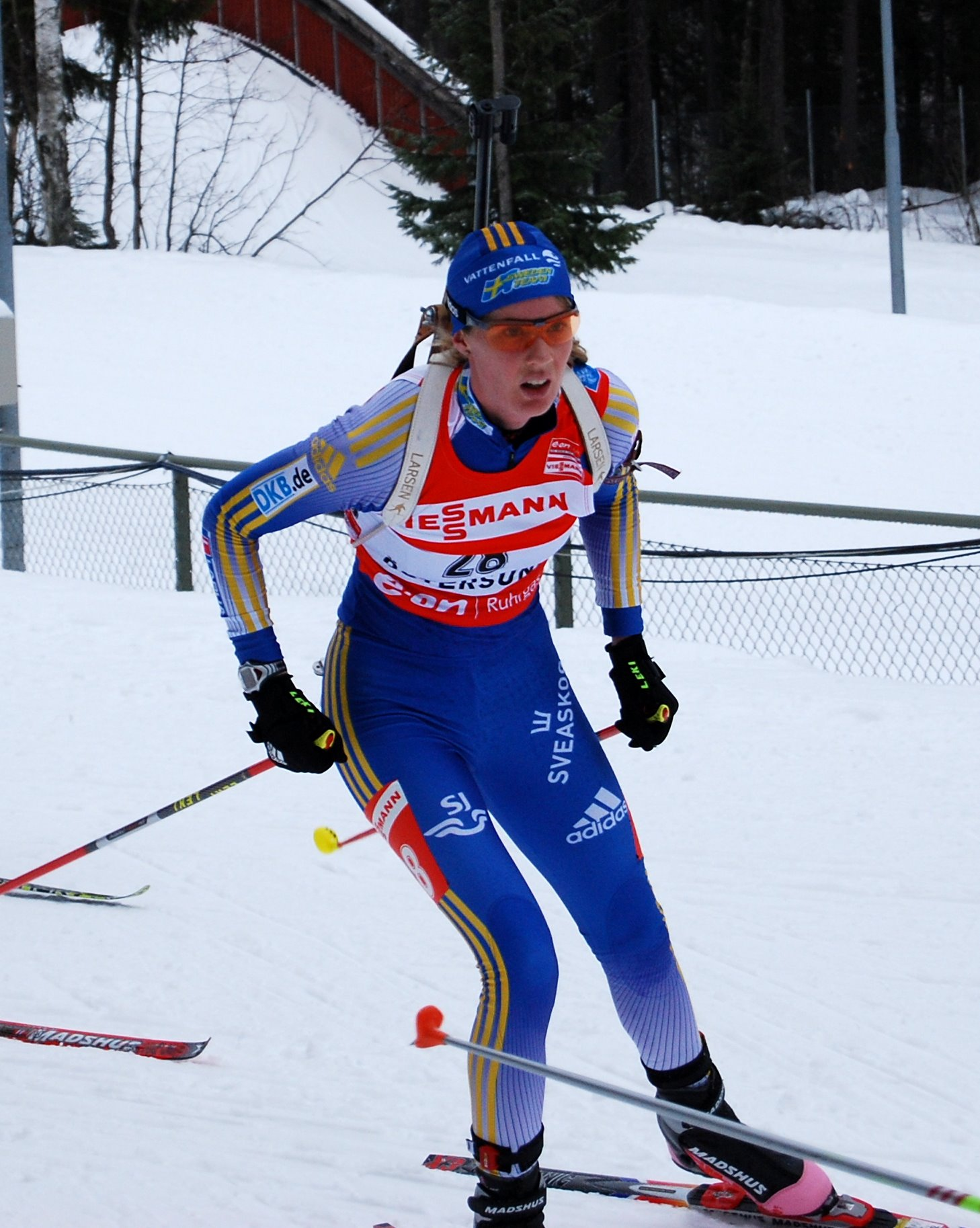
Anna Maria Nilsson

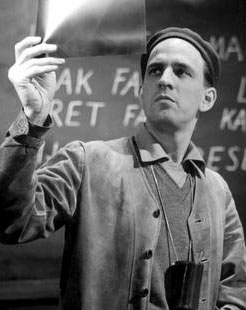
Ernst Ingmar Bergman era filho de Erik Bergman e Karin Bergman

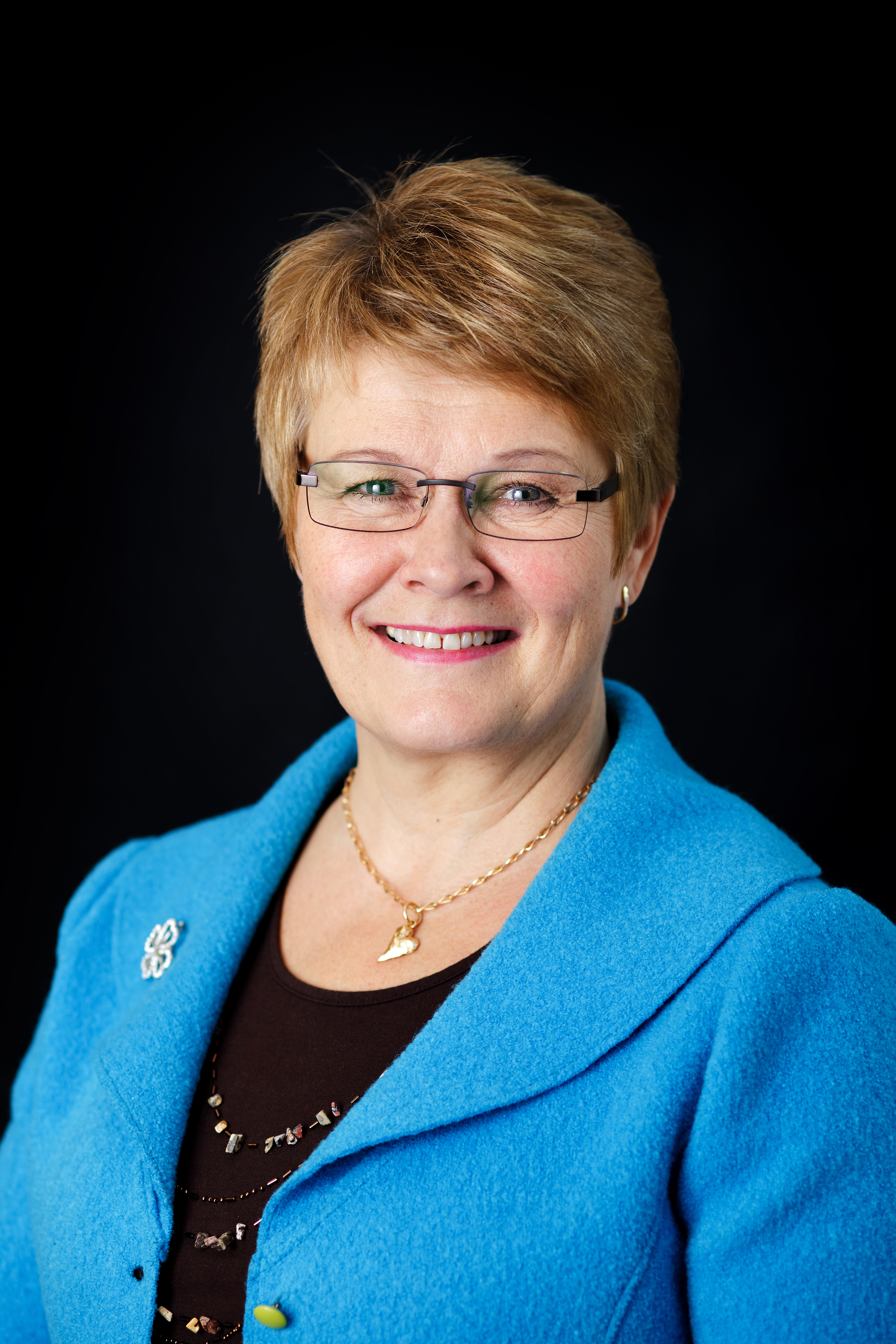
Maud Elisabeth Olsson casou com Rolf Olofsson e adoptou o nome Maud Elisabeth Olofsson

Esta é uma lista de prenomes da língua sueca.
Os nomes usados para distinguir e identificar as pessoas em sueco são compostos por um, dois ou três prenomes (förnamn) e um nome de família (efternamn). Como exemplo: Maria Svensson e Erik Andersson, ou Eva Lena Gustafsson e Bo Erik Larsson.

Uma criança herda tradicionalmente apenas o nome de família do pai , e uma mulher casada substitue como regra o seu nome de família pelo nome de família do marido. Como exemplo: Ingrid Jakobsson casa com Karl Eriksson, e muda o nome para Ingrid Eriksson.
Prenomes femininos
Prenomes femininos mais frequentes na Suécia em 2014-2017: 
- Anna
- Alice
- Alicia
- Astrid
- Birgitta
- Ebba
- Elisabeth
- Ella
- Emma
- Eva
- Freja
- Helena
- Inger
- Ingrid
- Karin
- Katarina
- Kerstin
- Kristina
- Lena
- Lilly
- Linnéa
- Margareta
- Maria
- Marianne
- Marie
- Olivia
- Saga
- Sara
- Sofia
- Wilma

Prenomes masculinos mais frequentes
Lista de prenomes masculinos mais frequentes na Suécia em 2014-2017: 
- Anders
- Adam
- Alexander
- Bengt
- Bo
- Elias
- Erik
- Fredrik
- Gunnar
- Gustav
- Hans
- Hugo
- Jan
- Johan
- Karl
- Lars
- Lennart
- Liam
- Lucas
- Mikael
- Nils
- Noah
- Oliver
- Olof
- Oscar
- Per
- Peter
- Sven
- Thomas
- William

## Sobrenomes ou apelidos de família
Lista dos sobrenomes ou apelidos de família mais frequentes na Suécia em 2014: 
- Andersson
- Bengtsson
- Eriksson
- Gustafsson
- Hansson
- Jakobsson
- Jansson
- Johansson
- Jonsson
- Jönsson
- Karlsson
- Larsson
- Lindberg
- Magnusson
- Nilsson
- Olofsson
- Olsson
- Persson
- Pettersson
- Svensson

## Comparar com
- Nomes e sobrenomes portugueses